# 61e méridien est
En géographie, le 61e méridien est est le méridien joignant les points de la surface de la Terre dont la longitude est égale à 61° est.

## Géographie

### Dimensions
Comme tous les autres méridiens, la longueur du 61e méridien correspond à une demi-circonférence terrestre, soit 20 003,932 km. Au niveau de l'équateur, il est distant du méridien de Greenwich de 6 790 km,.
Avec le 119e méridien ouest, il forme un grand cercle passant par les pôles géographiques terrestres.

### Régions traversées
En commençant par le pôle Nord et descendant vers le sud au pôle Sud, Le 61e méridien est passe par:
| Coordonnées          | Pays, territoire ou mer | Notes |
| -------------------- | ----------------------- | --- |
| 90° 00′ N, 61° 00′ E | Océan Arctique          | |
| 81° 06′ N, 61° 00′ E | Russie                  | Île La Roncière et île Wilczek, Terre François-Joseph                                                       |
| 80° 22′ N, 61° 00′ E | Mer de Barents          | |
| 76° 14′ N, 61° 00′ E | Russie                  | Île Severny, Nouvelle-Zemble                                                                                |
| 75° 10′ N, 61° 00′ E | Mer de Kara             | |
| 69° 50′ N, 61° 00′ E | Russie                  | |
| 53° 55′ N, 61° 00′ E | Kazakhstan              | Sur environ 4km                                                                                             |
| 53° 53′ N, 61° 00′ E | Russie                  | |
| 53° 40′ N, 61° 00′ E | Kazakhstan              | Sur environ 6km                                                                                             |
| 53° 37′ N, 61° 00′ E | Russie                  | |
| 52° 51′ N, 61° 00′ E | Kazakhstan              | |
| 52° 26′ N, 61° 00′ E | Russie                  | Sur environ 14km                                                                                            |
| 52° 18′ N, 61° 00′ E | Kazakhstan              | |
| 51° 28′ N, 61° 00′ E | Russie                  | |
| 50° 41′ N, 61° 00′ E | Kazakhstan              | |
| 44° 25′ N, 61° 00′ E | Ouzbékistan             | |
| 41° 14′ N, 61° 00′ E | Turkménistan            | |
| 36° 39′ N, 61° 00′ E | Iran                    | |
| 34° 42′ N, 61° 00′ E | Afghanistan             | |
| 31° 28′ N, 61° 00′ E | Iran                    | |
| 29° 59′ N, 61° 00′ E | Afghanistan             | Sur environ 19km                                                                                            |
| 29° 49′ N, 61° 00′ E | Pakistan                | Baloutchistan - Sur environ 12km                                                                            |
| 29° 43′ N, 61° 00′ E | Iran                    | |
| 25° 13′ N, 61° 00′ E | Océan Indien            | |
| 60° 00′ S, 61° 00′ E | Océan Austral           | |
| 67° 27′ S, 61° 00′ E | Antarctique             | Territoire Antarctique australien, Revendications territoriales en Antarctique revendiqués par l' Australie |